# Donald Douglas (acteur)
Pour les articles homonymes, voir Donald Douglas et Douglas.
Donald Douglas est un acteur écossais né le 24 août 1905 à Kinleyside (Royaume-Uni) et mort le 31 décembre 1945 à Los Angeles (Californie).

## Filmographie

### Années 1920
- 1929 : Gabbo le ventriloque (The Great Gabbo) de James Cruze : Frank
- 1929 : Tonight at Twelve : Tom Stoddard

### Années 1930
- 1930 : Ranch House Blues
- 1932 : Murder in the Pullman
- 1932 : A Mail Bride : Radio Announcer
- 1932 : Love in High Gear
- 1932 : La vie commence (Life Begins) : étudiant en médecine
- 1933 : He Couldn't Take It : Oakley
- 1934 : Tomorrow's Children : Dr Brooks
- 1934 : You Can't Buy Everything : Intern at clinic
- 1934 : A Woman's Man : Walter Payson
- 1934 : Lazy River : Officer
- 1934 : Jimmy the Gent de Michael Curtiz : Man Drinking Tea
- 1934 : Men in White : Mac
- 1934 : Agent numéro treize (Operator 13) : Confederate officer
- 1934 : Transatlantic Merry-Go-Round (en) de Benjamin Stoloff : Purser
- 1934 : Sequoia
- 1935 : Night Life of the Gods : Mr. Martin
- 1935 : The Love Department : Football Player
- 1937 : Bad Guy : Electrical Instructor
- 1937 : The Women Men Marry (en) d'Errol Taggart : Auctioneer Mc Vey
- 1937 : Madame X : Mr. Edison, Yacht Officer
- 1937 : Les Cadets de la mer (Navy Blue and Gold) : Lt. North
- 1937 : Headin' East (en) d'Ewing Scott (en) : Eric Ward
- 1937 : Manhattan Shakedown : Hadley Brown
- 1938 : Pacific Liner : Ship's Officer
- 1938 : Special Inspector : Williams
- 1938 : Judge Hardy's Children : J.J. Harper
- 1938 : Test Pilot : Pilot in Cafe
- 1938 : Come Across : G-Man
- 1938 : La Folle Parade (Alexander's Ragtime Band) : Singer
- 1938 : Règlement de comptes (Fast Company), d'Edward Buzzell : Lt. James Flanner
- 1938 : La Foule en délire (The Crowd Roars) : Murray
- 1938 : Smashing the Rackets (en) de Lew Landers : Spaulding
- 1938 : The Gladiator : Coach Robbins
- 1938 : Convicted : District Attorney
- 1938 : The Night Hawk : Tom Niles
- 1938 : Zorro l'homme-araignée (The Spider's Web), de James W. Horne et Ray Taylor : Jenkins (the butler)
- 1938 : Law of the Texan : Chet Hackett
- 1938 : Deux Camarades (Orphans of the Street) de John H. Auer : colonel Daniels
- 1939 : The Mysterious Miss X : Fredericks
- 1939 : Le Brigand bien-aimé (Jesse James) : Infantry Captain
- 1939 : Les Ailes de la flotte (Wings of the Navy) : Officer of the Day
- 1939 : Mon mari conduit l'enquête (Fast and Loose) d'Edwin L. Marin : inspecteur Forbes
- 1939 : Within the Law (en) de Gustav Machatý : Police Insp. Burke
- 1939 : The Man Who Dared de Crane Wilbur : Mr. Miller
- 1939 : Mr. Moto in Danger Island : Ship's officer (referee)
- 1939 : The Zero Hour : Brewster
- 1939 : La Maison de l'épouvante (The House of Fear) de Joe May : John Woodford
- 1939 : Stronger Than Desire : Mack Clark, Flagg's Investigator
- 1939 : Second Fiddle : Director
- 1939 : Fugitive at Large : Stevens
- 1939 : Sabotage : Joe
- 1939 : Smashing the Money Ring : Gordon
- 1939 : On Dress Parade : col. William 'Bill' / 'Dunc' Duncan
- 1939 : Forgotten Victory

### Années 1940
- 1940 : Calling Philo Vance (en) de William Clemens : Philip Wrede, Archer's Secretary
- 1940 : Charlie Chan in Panama : capitaine Lewis
- 1940 : L'Étrange Cas du docteur Kildare (Dr. Kildare's Strange Case) de Harold S. Bucquet : Mr. Grayson, Patient losing Eye Sight
- 1940 : La Vie de Thomas Edison (Edison, the Man) : Jordan
- 1940 : Island of Doomed Men de Charles Barton : Department of Justice Official
- 1940 : A Fugitive from Justice : Lawyer Lee Leslie
- 1940 : Queen of the Mob de James P. Hogan : Second FBI Director
- 1940 : Deadwood Dick (en) de James W. Horne : Dick Stanley, aka Deadwood Dick
- 1940 : Monsieur Wilson perd la tête (I Love You Again) : Herbert
- 1940 : Gallant Sons : James 'Jim' Hackberry, Natural's Lawyer
- 1940 : L'Appel des ailes (Flight Command), de Frank Borzage : First Duty Officer
- 1941 : Cheers for Miss Bishop de Tay Garnett : Delbert Thompson, Attorney
- 1941 : Andy Hardy's Private Secretary : Mr. J.O. Harper
- 1941 : Murder Among Friends (en) de David Greene : Ellis
- 1941 : Sleepers West d'Eugene Forde : Tom Linscott
- 1941 : Dead Men Tell : Jed Thomasson
- 1941 : A Shot in the Dark, de William C. McGann : Roger Armstrong
- 1941 : The Great Swindle (en) de Lewis D. Collins : Bill Farrow
- 1941 : The Get-Away d'Edward Buzzell : James 'Jim' Duff
- 1941 : Sergent York (Sergeant York) : Capt. Tillman
- 1941 : Whistling in the Dark: Gordon Thomas
- 1941 : The Pittsburgh Kid
- 1941 : Par la porte d'or (Hold Back the Dawn) : Joe
- 1941 : Mercy Island : Clay Foster
- 1941 : Night of January 16th : Attorney Polk
- 1941 : Melody Lane : J. Roy Thomas
- 1942 : The Bugle Sounds : Mr. Clyde, FBI agent
- 1942 : On the Sunny Side : Mr. Andrews
- 1942 : Don't Talk : FBI Agent Jack Sampson
- 1942 : Juke Box Jenny : Roger Wadsworth
- 1942 : Little Tokyo, U.S.A. (en) d'Otto Brower : Hendricks
- 1942 : Six destins (Tales of Manhattan) : Henderson
- 1942 : The Daring Young Man : Carl Rankin
- 1942 : Une femme cherche son destin (Now, Voyager) : George Weston
- 1943 : La Boule de cristal (The Crystal Ball) : Mr. Bowman
- 1943 : The Meanest Man in the World de Sidney Lanfield : Husband (Park Ave. Neighbor)
- 1943 : He's My Guy : Kirk
- 1943 : Plus on est de fous (The More the Merrier) : FBI Agent Harding
- 1943 : Convoi vers la Russie (Action in the North Atlantic) : Lieutenant-Commander
- 1943 : Appointment in Berlin (en) d'Alfred E. Green : Bill Banning
- 1943 : Face au soleil levant (Behind the Rising Sun) : Clancy O'Hara
- 1943 : Wintertime : Jay Rogers
- 1944 : The Falcon Out West : Attorney Steven Hayden
- 1944 : Quatre du music-hall (en) (Show Business) : Charles Lucas
- 1944 : L'Amazone aux yeux verts (Tall in the Saddle) : Harolday
- 1944 : Heavenly Days : Dr George Gallup
- 1944 : Adieu, ma belle (Murder, My Sweet) : Police Lieutenant Randall
- 1945 : Grissly's Millions : Ellison Hayes
- 1945 : Scandale à la cour (A Royal Scandal) : Variatinsky
- 1945 : Tarzan et les Amazones (Tarzan and the Amazons) : Anders
- 1945 : Club Havana : Johnny Norton
- 1946 : The Great Mystic : John Randall
- 1946 : Tokyo Rose : Timothy O'Brien
- 1946 : Gilda : Thomas Langford
- 1946 : The Truth About Murder : Paul Marvin